# Perkowski
Perkowski (forma żeńska: Perkowska; liczba mnoga: Perkowscy) – polskie nazwisko. Nazwa osobowa pochodzi od dobra Perki w ziemi bielskiej (Województwo podlaskie), w ramach którego należało kilka wsi: Perki Bujanki, Perki Bujny Głowczyzna, Perki Franki Spały, Perki Gziki, Perki Karpie Korzenie, Perki Lachy, Perki Nowe, Perki Mazowsze, Perki Wypychy.

## Znani Perkowscy
- Jacek Perkowski (ur. 1964), polski gitarzysta rockowy
- Jan Perkowski (1901–1963), biskup Polskiego Narodowego Kościoła Katolickiego od 1934
- Maciej Perkowski (ur. 1972), prawnik, profesor nauk prawnych
- Marcin Perkowski (ur. 1977), polski poeta
- Marek Perkowski (ur. 1946), polski naukowiec, specjalista w zakresie informatyki i automatyki
- Piotr Perkowski (1901–1990), polski kompozytor, dyrektor Filharmonii Krakowskiej
- Robert Perkowski (ur. 1977), doktor nauk ekonomicznych, burmistrz miasta Ząbki
- Zbigniew Perkowski, polski wokalista, lider grupy Focus